# دانیل هافمن
دانیل هافمن (انگلیسی: Daniel Hoffmann؛ زادهٔ ۲۷ اکتبر ۱۹۷۱) بازیکن فوتبال اهل آلمان است.
از باشگاه‌هایی که در آن بازی کرده‌است می‌توان به باشگاه فوتبال پادربورن، باشگاه ورزشی کوکائلی اسپور، باشگاه فوتبال لوکوموتیو لایپزیگ، باشگاه فوتبال اشتورم گراتس، باشگاه فوتبال مونیخ ۱۸۶۰، و باشگاه فوتبال هانزا روستوک اشاره کرد.
وی همچنین در تیم ملی فوتبال زیر ۲۱ سال آلمان بازی کرده‌است.